# Andreas Masius
Andreas Masius (ou Maes) est un prêtre catholique du XVIe siècle, précurseur des études syriaques en Occident, né à Lennik, près de Bruxelles qui dépendait alors des Pays-Bas bourgignons, le 30 novembre 1514 et mort à Zevenaar (province de Gueldre) le 7 avril 1573.

## Biographie
Après avoir brièvement enseigné à l'Université de Louvain, il devint en 1537 le secrétaire de Johannes von Weeze, diplomate de Charles Quint et prince-évêque de Constance de 1538 à 1548 (consacré en 1542). Entre 1544 et 1546, il accompagna à Rome Henri-Rudolph up ten Haitzhovel, neveu du prince-évêque, dont il était le précepteur, et tous deux y acquirent le grade de « juris utriusque doctor » ; c'est à cette époque qu'il fit la connaissance de Guillaume Postel, qui séjournait aussi à Rome. Après la mort de Johannes von Weeze (le 16 juin 1548 à la diète d'Augsbourg, où Masius rencontra le diplomate humaniste Johann Albrecht Widmannstetter, avec lequel il correspondait déjà depuis plusieurs années), il se mit un temps au service de Gerwig Blarer, supérieur de l'abbaye de Weingarten, qu'il représenta à Rome. En 1555, sur l'ordre du duc Guillaume de Clèves, il sollicita l'autorisation du pape de fonder une université à Duisbourg. En 1559, il abandonna la prêtrise, se maria et s'installa à Zevenaar.
Il avait étudié l'hébreu à Louvain (il fut reçu magister dans le Collegium trilingue, latin/grec/hébreu, en 1533), et s'initia à l'arabe auprès de Guillaume Postel. Mais il s'intéressa surtout au syriaque, qu'il apprit d'abord auprès de Johann Albrecht Widmannstetter, puis en 1552/53, à Rome, auprès de Moïse de Mardin, un prêtre de l'Église jacobite qui en 1554/55 collabora avec Widmannstetter, à Vienne, à l'editio princeps du Nouveau Testament (incomplet) en syriaque et de la première grammaire imprimée de cette langue. En 1553, Andreas Masius fut sollicité comme traducteur d'un formulaire de foi au moment de la consécration de Yohannan Soulaqa (Mar Shimoun VIII) comme premier patriarche de l'Église catholique chaldéenne. En 1554, à la demande de Julius von Pflug, dernier évêque catholique de Naumbourg, il traduisit en latin une version syriaque de l'anaphore de saint Basile.
Plus tard, retiré à Zevenaar, il collabora pour le syriaque à la Bible polyglotte d'Anvers (1569/72), et fit deux publications également en l'imprimerie de Christophe Plantin : en 1569, une traduction latine du Traité sur le paradis de Moïse Bar Képha (De paradiso commentarius), à laquelle il joignit celles de l'anaphore de saint Basile, de la profession de foi de Yohannan Soulaqa et d'une autre faite par Moïse de Mardin devant le pape Jules III en 1552 ; en 1571, une Grammatica linguæ Syriacæ accompagnée d'un lexique syriaque-latin (Syrorum peculium, hoc est vocabula apud Syros scriptores passim usurpata).
Andreas Masius a aussi laissé une correspondance, avec des lettres écrites non seulement en latin, mais en hébreu et en syriaque.

## Édition de textes
- Max Lossen (éd.), Briefe von Andreas Masius und seinen Freunden (1538-1573), Dürr, Leipzig, 1886.